# 盧西亞·波塞蒂
盧西亞·波塞蒂（英語：Lucia Bosetti，1989年7月9日—），義大利女子排球運動員，司職主攻。現時效力於意超豪門斯坎迪奇女排俱樂部。
她是義大利國家女子排球隊隊員。她代表義大利出戰2018年世界女子排球錦標賽奪得銀牌。

## 獎項

### 國家隊
- 2009年歐洲女子排球錦標賽： - 金牌
- 2011年世界盃女子排球賽： - 金牌
- 2018年世界女子排球錦標賽： - 銀牌
- 2019年歐洲女子排球錦標賽： - 銅牌